# Chironomus noctuabundus
Chironomus noctuabundus är en tvåvingeart som beskrevs av Jean-Jacques Kieffer 1911. Chironomus noctuabundus ingår i släktet Chironomus och familjen fjädermyggor.
Artens utbredningsområde är Egypten. Inga underarter finns listade i Catalogue of Life.